# العلاقات الإيرانية الجنوب سودانية
العلاقات الإيرانية الجنوب سودانية هي العلاقات الثنائية التي تجمع بين إيران وجنوب السودان.

## مقارنة بين البلدين
هذه مقارنة عامة ومرجعية للدولتين:
| وجه المقارنة                                              | إيران                    | جنوب السودان                  |
| --------------------------------------------------------- | ------------------------ | ----------------------------- |
| المساحة (كم2)                                             | 1.65 مليون               | 619.75 ألف                    |
| عدد السكان (نسمة)                                         | 79.97 مليون              | 12.58 مليون                   |
| الكثافة السكانية (ن./كم²)                                 | 48.47                    | 20.3                          |
| العاصمة                                                   | طهران                    | جوبا                          |
| اللغة الرسمية                                             | لغة فارسية               | لغة إنجليزية                  |
| العملة                                                    | ريال إيراني              | جنيه جنوب سوداني، جنيه سوداني |
| الناتج المحلي الإجمالي (بليون دولار)                      | 439.51 مليار             | 2.90 مليار                    |
| الناتج المحلي الإجمالي (تعادل القوة الشرائية) بليون دولار | 1.36 تريليون             | 22.88 مليار                   |
| الناتج المحلي الإجمالي الاسمي للفرد دولار أمريكي          |                          | 73                            |
| الناتج المحلي الإجمالي للفرد دولار أمريكي                 |                          | 2.02 ألف                      |
| مؤشر التنمية البشرية                                      | 0.766                    | 0.467                         |
| رمز المكالمات الدولي                                      | +98                      | +211                          |
| رمز الإنترنت                                              | .ir،                     | .ss                           |
| المنطقة الزمنية                                           | ت ع م+03:30، توقيت إيران | ت ع م+03:00                   |

## منظمات دولية مشتركة
يشترك البلدان في عضوية مجموعة من المنظمات الدولية، منها:
| علم المنظمة | اسم المنظمة                        | تاريخ انضمام إيران | تاريخ انضمام جنوب السودان |
| ----------- | ---------------------------------- | ------------------ | ------------------------- |
|             | مؤسسة التنمية الدولية              | 10 أكتوبر 1960     | 18 أبريل 2012             |
|             | يونسكو                             | 6 سبتمبر 1948      | 27 أكتوبر 2011            |
|             | وكالة ضمان الاستثمار متعدد الأطراف | 15 ديسمبر 2003     | 18 أبريل 2012             |
|             | الأمم المتحدة                      | 24 أكتوبر 1945     | 14 يوليو 2011             |
|             | الاتحاد البريدي العالمي            | ?                  | ?                         |
|             | البنك الدولي للإنشاء والتعمير      | 29 ديسمبر 1945     | 18 أبريل 2012             |
|             | مؤسسة التمويل الدولية              | 28 ديسمبر 1956     | 18 أبريل 2012             |
|             | منظمة الشرطة الجنائية الدولية      | ?                  | ?                         |

## وصلات خارجية
- موقع وزارة الخارجية الإيرانية
- موقع وزارة الخارجية الجنوب سودانية